# Listă de nume românești - litera Z
Această pagină, supusă continuu îmbunătățirii, conține peste 600 de nume de familie românești care încep cu litera Z.
| Za - Zabaleche (wikt) - Zabalovici (wikt) - Zabarcencu (wikt) - Zabei (wikt) - Zabercă (wikt) - Zablău (wikt) - Zaboloteanu (wikt) - Zaborilă (wikt) - Zaboș (wikt) - Zabulică (wikt) - Zacheia (wikt) - Zacheru (wikt) - Zachia (wikt) - Zachici (wikt) - Zachiu (wikt) - Zaciu (wikt) - Zacopceanu (wikt) - Zad (wikt) - Zadacencu (wikt) - Zadughe (wikt) - Zafiescu (wikt) - Zafiu (wikt) - Zagarschi (wikt) - Zaghiva (wikt) - Zaglău (wikt) - Zagor (wikt) - Zagrai (wikt) - Zah (wikt) - Zaha (wikt) - Zahalcea (wikt) - Zahanagiu (wikt) - Zahanașu (wikt) - Zaharache (wikt) - Zaharagiu (wikt) - Zaharan (wikt) - Zaharciuc (wikt) - Zaharcu (wikt) - Zahareanu (wikt) - Zaharencu (wikt) - Zaharescu (wikt) - Zahari (wikt) - Zaharia (wikt) - Zahariade (wikt) - Zahariaș (wikt) - Zahariciuc (wikt) - Zaharie (wikt) - Zahariea (wikt) - Zahariei (wikt) - Zaharioaia (wikt) - Zaharioiu (wikt) - Zahariuc (wikt) - Zaharniciuc (wikt) - Zaharu (wikt) - Zahatriuc (wikt) - Zahei (wikt) - Zaheiu (wikt) - Zaheu (wikt) - Zahia (wikt) - Zahiu (wikt) - Zahocea (wikt) - Zahorneanu (wikt) - Zahorte (wikt) - Zahortea (wikt) - Zahu (wikt) - Zaicovici (wikt) - Zaicu (wikt) - Zain (wikt) - Zaina (wikt) - Zainea (wikt) - Zainia (wikt) - Zaiț (wikt) - Zaiță (wikt) - Zaiți (wikt) - Zaițiu (wikt) - Zaițu (wikt) - Zaiu (wikt) - Zală (wikt) - Zalai (wikt) - Zalavaș (wikt) - Zaldea (wikt) - Zaliznea (wikt) - Zalomir (wikt) - Zalum (wikt) - Zalupca (wikt) - Zaluțchi (wikt) - Zama (wikt) - Zamă (wikt) - Zamacău (wikt) - Zamăneagră (wikt) - Zamaria (wikt) - Zambilă (wikt) - Zamferoiu (wikt) - Zamficu (wikt) - Zamfiescu (wikt) - Zamfir (wikt) - Zamfira (wikt) - Zamfirache (wikt) - Zamfirescu (wikt) - Zamfirii (wikt) - Zamfiroaia (wikt) - Zamfiroiu (wikt) - Zamișnicu (wikt) - Zamisnii (wikt) - Zamoniță (wikt) - Zamoșteanu (wikt) - Zamșa (wikt) - Zamurcă (wikt) - Zan (wikt) - Zană (wikt) - Zanarache (wikt) - Zanc (wikt) - Zanca (wikt) - Zanchi (wikt) - Zanciu (wikt) - Zancu (wikt) - Zanea (wikt) - Zanfir (wikt) - Zanfira (wikt) - Zanfirache (wikt) - Zanfirescu (wikt) - Zanfiroiu (wikt) - Zanga (wikt) - Zangăr (wikt) - Zangor (wikt) - Zangrăjan (wikt) - Zangur (wikt) - Zanioti (wikt) - Zanocea (wikt) - Zanu (wikt) - Zapareniuc (wikt) - Zapiș (wikt) - Zapodeanu (wikt) - Zapodianu (wikt) - Zaporojan (wikt) - Zaporojanu (wikt) - Zara (wikt) - Zară (wikt) - Zarafescu (wikt) - Zarafiu (wikt) - Zaragiu (wikt) - Zarcu (wikt) - Zare (wikt) - Zarea (wikt) - Zarici (wikt) - Zarinschi (wikt) - Zarmă (wikt) - Zarna (wikt) - Zarojanu (wikt) - Zarvă (wikt) - Zarzalin (wikt) - Zarzără (wikt) - Zarzu (wikt) - Zat (wikt) - Zatac (wikt) - Zatușevschi (wikt) - Zaucă (wikt) - Zaur (wikt) - Zavadovschi (wikt) - Zavaleche (wikt) - Zavaș (wikt) - Zaveanu (wikt) - Zavelca (wikt) - Zavelcă (wikt) - Zaver (wikt) - Zavera (wikt) - Zaverdeanu (wikt) - Zavici (wikt) - Zavornic (wikt) - Zavoschi (wikt) - Zavragiu (wikt) - Zavu (wikt) - Zavulovici (wikt) - Zazaria (wikt) - Zazavițchi (wikt) - Zazu (wikt) - Zazuleac (wikt) | Ză - Zăbălțan (wikt) - Zăbavă (wikt) - Zăblău (wikt) - Zăbrăuțan (wikt) - Zăbrăuțanu (wikt) - Zăbrăuțeanu (wikt) - Zăbun (wikt) - Zăcărean (wikt) - Zăcătură (wikt) - Zăchițeanu (wikt) - Zădărean (wikt) - Zăgan (wikt) - Zăgăneanu (wikt) - Zăgănescu (wikt) - Zăgarin (wikt) - Zăgărin (wikt) - Zăgheanu (wikt) - Zăgrean (wikt) - Zăgreanu (wikt) - Zăhan (wikt) - Zăharăchescu (wikt) - Zăhăraș (wikt) - Zăhăreanu (wikt) - Zăicean (wikt) - Zăiceanu (wikt) - Zăicescu (wikt) - Zăinescu (wikt) - Zălincă (wikt) - Zăloagă (wikt) - Zălog (wikt) - Zăman (wikt) - Zămârcă (wikt) - Zămârcaru (wikt) - Zămescu (wikt) - Zămîrcă (wikt) - Zămonea (wikt) - Zămora (wikt) - Zămoșteanu (wikt) - Zămurcă (wikt) - Zănceanu (wikt) - Zăncescu (wikt) - Zăncianu (wikt) - Zănescu (wikt) - Zăngulescu (wikt) - Zănoagă (wikt) - Zănogeanu (wikt) - Zăpădeanu (wikt) - Zăpan (wikt) - Zăpâroiu (wikt) - Zăpârțan (wikt) - Zăpcioroiu (wikt) - Zăpciroiu (wikt) - Zăpîrțan (wikt) - Zăpodeanu (wikt) - Zăpucioiu (wikt) - Zărăilă (wikt) - Zărăscu (wikt) - Zăreanu (wikt) - Zărescu (wikt) - Zăriescu (wikt) - Zărîmbă (wikt) - Zărioiu (wikt) - Zăriosu (wikt) - Zărnescu (wikt) - Zărnoeanu (wikt) - Zărnoianu (wikt) - Zărnoveanu (wikt) - Zăroianu (wikt) - Zăroni (wikt) - Zăru (wikt) - Zărvescu (wikt) - Zăsmeanu (wikt) - Zătângă (wikt) - Zătică (wikt) - Zătîngă (wikt) - Zătreanu (wikt) - Zău (wikt) - Zăuleanu (wikt) - Zăuleț (wikt) - Zăvadă (wikt) - Zăvăleanu (wikt) - Zăvâleanu (wikt) - Zăvelcă (wikt) - Zăvelcuță (wikt) - Zăviceanu (wikt) - Zăvoi (wikt) - Zăvoian (wikt) - Zăvoianu (wikt) - Zăvoiu (wikt) - Zăvoranu (wikt) | Zâ - Zâhan (wikt) - Zâmbroianu (wikt) - Zânticar (wikt) - Zârnoveanu (wikt) - Zâuleanu (wikt) | Zb - Zbăgan (wikt) - Zbăganu (wikt) - Zbâncă (wikt) - Zbanț (wikt) - Zbârcea (wikt) - Zbârciog (wikt) - Zbârcot (wikt) - Zbârcu (wikt) - Zbârlea (wikt) - Zbârloiu (wikt) - Zbarna (wikt) - Zbârnea (wikt) - Zbenghea (wikt) - Zbengheci (wikt) - Zbera (wikt) - Zbercea (wikt) - Zberea (wikt) - Zbereanu (wikt) - Zberianu (wikt) - Zbertea (wikt) - Zbiche (wikt) - Zbîrcea (wikt) - Zbîrcică (wikt) - Zbîrciog (wikt) - Zbîrcotă (wikt) - Zbîrlea (wikt) - Zbîrloiu (wikt) - Zbîrnea (wikt) - Zbîrnoaia (wikt) - Zbora (wikt) - Zbranca (wikt) - Zbuce (wikt) - Zbucea (wikt) - Zbuchea (wikt) - Zbughea (wikt) - Zbughen (wikt) - Zbughin (wikt) - Zbughină (wikt) - Zburătură (wikt) - Zburcea (wikt) - Zburlea (wikt) - Zburliș (wikt) | Zd - Zdârnă (wikt) - Zdîrcea (wikt) - Zdîrcu (wikt) - Zdrăilă (wikt) - Zdrancotă (wikt) - Zdrânc (wikt) - Zdrâncu (wikt) - Zdrănuș (wikt) - Zdrașcu (wikt) - Zdreanță (wikt) - Zdrehuș (wikt) - Zdrelea (wikt) - Zdremțan (wikt) - Zdrenghea (wikt) - Zdrenghia (wikt) - Zdrenghițiu (wikt) - Zdrenghiuțiu (wikt) - Zdrențan (wikt) - Zdrențu (wikt) - Zdreviț (wikt) - Zdreviță (wikt) - Zdrînc (wikt) - Zdrîncă (wikt) - Zdrîncu (wikt) - Zdrite (wikt) - Zdroană (wikt) - Zdrob (wikt) - Zdroba (wikt) - Zdrobău (wikt) - Zdrobiș (wikt) - Zdroe (wikt) - Zdru (wikt) - Zdurcea (wikt) | Ze - Zeamă (wikt) - Zeana (wikt) - Zebacinschi (wikt) - Zebreniuc (wikt) - Zeca (wikt) - Zecani (wikt) - Zeche (wikt) - Zecheru (wikt) - Zechie (wikt) - Zecieș (wikt) - Zeciu (wikt) - Zecu (wikt) - Zediu (wikt) - Zegan (wikt) - Zegheanț (wikt) - Zegheanu (wikt) - Zegheru (wikt) - Zeghici (wikt) - Zegoicea (wikt) - Zegrea (wikt) - Zegrean (wikt) - Zegreanu (wikt) - Zehan (wikt) - Zehiu (wikt) - Zeic (wikt) - Zeiceanu (wikt) - Zeicescu (wikt) - Zeicianu (wikt) - Zeiconi (wikt) - Zeicu (wikt) - Zeideni (wikt) - Zeideș (wikt) - Zelca (wikt) - Zelcer (wikt) - Zeldea (wikt) - Zelea (wikt) - Zelenca (wikt) - Zeleneac (wikt) - Zelenin (wikt) - Zelenițchi (wikt) - Zeleniuschi (wikt) - Zelensche (wikt) - Zelici (wikt) - Zelinca (wikt) - Zelincă (wikt) - Zelincu (wikt) - Zelinschi (wikt) - Zemache (wikt) - Zembre (wikt) - Zembreniuc (wikt) - Zemeș (wikt) - Zemfirescu (wikt) - Zemora (wikt) - Zenoagă (wikt) - Zenovei (wikt) - Zerbea (wikt) - Zerbeș (wikt) - Zereș (wikt) - Zerghe (wikt) - Zeriu (wikt) - Zerneanu (wikt) - Zeroniu (wikt) - Zeru (wikt) - Zerva (wikt) - Zestreanu (wikt) - Zestroiu (wikt) - Zeța (wikt) - Zețea (wikt) - Zeteș (wikt) - Zetreanu (wikt) - Zețu (wikt) - Zevedeanu (wikt) - Zevedei (wikt) - Zevedeiu (wikt) - Zeveleanu (wikt) - Zevian (wikt) - Zezeanu (wikt) | Zg - Zgăbârdici (wikt) - Zgăbăruș (wikt) - Zgabei (wikt) - Zgăbei (wikt) - Zgâia (wikt) - Zgaibă (wikt) - Zgâmbău (wikt) - Zgârc (wikt) - Zgârcea (wikt) - Zgârciu (wikt) - Zgârcu (wikt) - Zgârdan (wikt) - Zgârdău (wikt) - Zgârdea (wikt) - Zgaroi (wikt) - Zgăvârdeanu (wikt) - Zgăvărdia (wikt) - Zgăvărdici (wikt) - Zgăvârdici (wikt) - Zgavarogea (wikt) - Zgăvîrdeanu (wikt) - Zgăvîrdici (wikt) - Zgheran (wikt) - Zgheraru (wikt) - Zgherea (wikt) - Zghibarță (wikt) - Zghibolț (wikt) - Zghimbe (wikt) - Zghimbea (wikt) - Zgîia (wikt) - Zgîmbău (wikt) - Zgîrcea (wikt) - Zgîrciog (wikt) - Zgîrdea (wikt) - Zgîrg (wikt) - Zgîrță (wikt) - Zgîrvaci (wikt) - Zglăvuță (wikt) - Zglimbea (wikt) - Zglobiu (wikt) - Zgogu (wikt) - Zgondea (wikt) - Zgondoiu (wikt) - Zgonea (wikt) - Zgorcea (wikt) - Zgrăbunță (wikt) - Zgreabăn (wikt) - Zgreabău (wikt) - Zgrebnicean (wikt) - Zgremția (wikt) - Zgriba (wikt) - Zgribuț (wikt) - Zgripcea (wikt) - Zgubea (wikt) - Zgumă (wikt) - Zgunea (wikt) - Zgură (wikt) - Zgurcea (wikt) - Zgurea (wikt) - Zgureanu (wikt) | Zi - Zibileanu (wikt) - Zibilianu (wikt) - Zica (wikt) - Zicher (wikt) - Zichici (wikt) - Zichil (wikt) - Zicu (wikt) - Zidărescu (wikt) - Zidărița (wikt) - Zidăriță (wikt) - Zidariu (wikt) - Zidăroiu (wikt) - Zidaru (wikt) - Zidu (wikt) - Zidurean (wikt) - Zifceac (wikt) - Zigulescu (wikt) - Zilaghi (wikt) - Zilahi (wikt) - Zileriu (wikt) - Zilinschi (wikt) - Ziliștean (wikt) - Zilișteanu (wikt) - Zima (wikt) - Ziman (wikt) - Zimbilschi (wikt) - Zimbru (wikt) - Zimnicaru (wikt) - Zimța (wikt) - Zina (wikt) - Zinca (wikt) - Zincă (wikt) - Zincescu (wikt) - Zincu (wikt) - Zinculescu (wikt) - Zinescu (wikt) - Zinovei (wikt) - Zinveliu (wikt) - Zissu (wikt) - Zisu (wikt) - Ziuac (wikt) |

| Zî - Zîlvescu (wikt) - Zîmbran (wikt) - Zîmbrea (wikt) - Zîmbreanu (wikt) - Zîmbreșteanu (wikt) - Zîmbroianu (wikt) - Zîmcea (wikt) | Zl - Zlăgnean (wikt) - Zlămpăreț (wikt) - Zlaschi (wikt) - Zlat (wikt) - Zlătan (wikt) - Zlătar (wikt) - Zlătariu (wikt) - Zlătaru (wikt) - Zlătăuneanu (wikt) - Zlate (wikt) - Zlatea (wikt) - Zlăteanu (wikt) - Zlătescu (wikt) - Zlătior (wikt) - Zlavoc (wikt) - Zlăvog (wikt) - Zlei (wikt) - Zlepca (wikt) - Zlibuț (wikt) - Zlimbea (wikt) - Zlota (wikt) - Zlotar (wikt) - Zlotariu (wikt) - Zlotea (wikt) | Zm - Zmaranda (wikt) - Zmarandache (wikt) - Zmărândache (wikt) - Zmărăndescu (wikt) - Zmărăndoiu (wikt) - Zmău (wikt) - Zmerea (wikt) - Zmeu (wikt) - Zmeură (wikt) - Zmicală (wikt) - Zmochină (wikt) - Zmole (wikt) | Zo - Zoană (wikt) - Zob (wikt) - Zodianu (wikt) - Zodieru (wikt) - Zodilă (wikt) - Zoe (wikt) - Zoescu (wikt) - Zofei (wikt) - Zofotă (wikt) - Zognea (wikt) - Zogorean (wikt) - Zogoreanu (wikt) - Zogreanu (wikt) - Zoi (wikt) - Zoia (wikt) - Zoica (wikt) - Zoican (wikt) - Zoicaș (wikt) - Zoicică (wikt) - Zoie (wikt) - Zoiea (wikt) - Zoinică (wikt) - Zoița (wikt) - Zoițanu (wikt) - Zoițoae (wikt) - Zoițoi (wikt) - Zoițoiu (wikt) - Zoițuc (wikt) - Zoiza (wikt) - Zoldeș (wikt) - Zolofinoiu (wikt) - Zoltăreanu (wikt) - Zomonicier (wikt) - Zontea (wikt) - Zoreanu (wikt) - Zorici (wikt) - Zorilă (wikt) - Zorlențan (wikt) - Zorlescu (wikt) - Zorliu (wikt) - Zorocliu (wikt) - Zorojanu (wikt) - Zorzoană (wikt) - Zorzoliu (wikt) - Zorzonel (wikt) - Zorzor (wikt) - Zosin (wikt) - Zosu (wikt) - Zoț (wikt) - Zota (wikt) - Zotescu (wikt) - Zotică (wikt) - Zotincă (wikt) - Zoțoiu (wikt) - Zotoș (wikt) - Zottu (wikt) | Zu - Zub (wikt) - Zubaș (wikt) - Zubașcu (wikt) - Zubcu (wikt) - Zucă (wikt) - Zuduluf (wikt) - Zugrav (wikt) - Zugrăvescu (wikt) - Zugrăvița (wikt) - Zugravu (wikt) - Zugreanu (wikt) - Zuiac (wikt) - Zuică (wikt) - Zuicaru (wikt) - Zulean (wikt) - Zulufescu (wikt) - Zulufoiu (wikt) - Zumbreanu (wikt) - Zună (wikt) - Zupcu (wikt) - Zurba (wikt) - Zurbagiu (wikt) - Zureanu (wikt) - Zurgălău (wikt) | Zv - Zvâc (wikt) - Zvâncă (wikt) - Zvanciuc (wikt) - Zvarici (wikt) - Zvariște (wikt) - Zvelcatu (wikt) - Zverghea (wikt) - Zvîc (wikt) - Zvîncă (wikt) - Zvîncu (wikt) - Zvorășteanu (wikt) - Zvoreșteanu (wikt) - Zvorișteanu (wikt) |